# Годен, Тибо
Тибо Годен (фр. Thibaut Gaudin; 1229 — 16 апреля 1292) — двадцать второй Великий магистр ордена тамплиеров в 1291—1292 годах.
Родился в дворянской семье французского рода де Годен в области Блуа или Шартра (точно неизвестно). В 1260 году вступил в ряды братьев-рыцарей Ордена тамплиеров. В 1279 году получает звание Командора Иерусалимского королевства, что было неплохо для рыцаря ордена.
В 1291 году сэр Тибо Годен участвует в обороне города Акры (см. Осада Акры (1291)) вместе с Великим магистром Гильомом де Боже. Но 18 мая во время осады Великий магистр скончался и командование войсками перешло в руки маршала Ордена. Из защитников остался только Тибо Годен, казначей Ордена и маршал Пьер де Севри. Годен и другие рыцари героически обороняли крепость, не оставляя шансов египетской армии. Через неделю Пьер де Севри отправил Тибо, командора Ордена и казну тамплиеров в портовый город Сидон. Вскоре Акра пала.
В Сидоне Годена избирают Великим магистром ордена. В июне 1291 года Тибо отправляется за подкреплением на Кипр, что расценивается братьями ордена, как акт трусости. 14 июля 1291 года были захвачены Сидон и прилежащий к нему замок на море. Подкрепление Великого магистра по непонятным причинам так и не подошло. В результате были потеряны почти все крепости крестоносцев в Леванте. Остались только Тортоза, Атлит и Руад (был оплотом крестоносцев до 1303 года), население которых пришлось эвакуировать на Кипр.
В октябре 1291 года на Кипре произошла очередная встреча руководств Ордена. На ней подтвердилось избрание Тибо Годена Великим магистром. Были назначены новый маршал, казначей и командор Ордена. Маршалом стал Жак де Моле — преемник Пьера де Севри и будущий великий магистр Ордена. Вместе с тем на Тибо было возложено огромное количество обязанностей, которые он не смог выполнить. В 1292 году он скончался.